# گیورگی کورتاگ
گیورگی کورتاگ (انگلیسی: György Kurtág؛ زادهٔ ۱۹ فوریهٔ ۱۹۲۶) آهنگساز، نوازنده پیانو، مربی موسیقی، استاد دانشگاه، و موسیقی‌دان اهل مجارستان است.
وی همچنین برندهٔ جوایزی همچون پور لی میریت، نشان اتریش برای علم و هنر، و جایزه کشوت شده‌است.